# Praça da Constituição (Cidade do México)

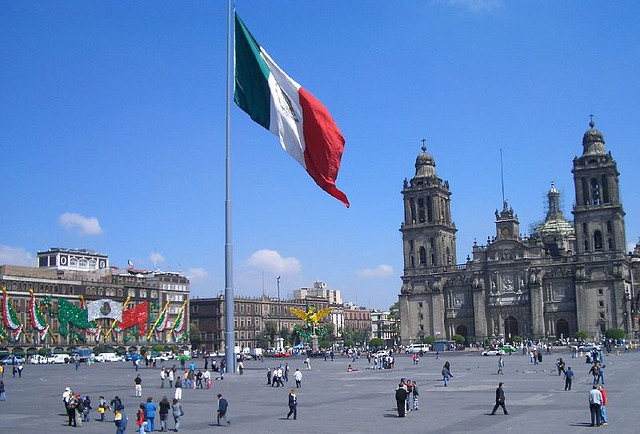
Praça da Constituição, na Cidade do México.

A Praça de Constituição é a principal praça da Cidade do México, informalmente conhecida como "el Zócalo" (em português somente como Zócalo). É a quarta maior praça do mundo e o centro da identidade nacional do México, ficando somente atrás, em dimensão, da Praça Tiananmen em Pequim (China), a Macropraça de Monterrey (México) e  a Praça Vermelha em Moscou (Rússia). A praça está localizada no centro do Centro Histórico da cidade, localização esta que foi escolhida pelos conquistadores por ser antigamente o centro político e religioso de Tenochtitlan, capital do império Asteca. Está rodeada pela Catedral Metropolitana da Cidade do México (ao norte), o Palácio Nacional do México (ao este), sede do Poder Executivo Federal, e o edifício do Governo do Distrito Federal (ao sul), sede do Poder Executivo local. Adicionalmente, a praça está rodeada por edifícios comerciais, administrativos e hotéis. Na esquina noroeste da praça se encontra o Museu do Templo Maior. Também se encontra a estação Zócalo da Linha 2 do Metrô da Cidade do México.

## Origem do nome

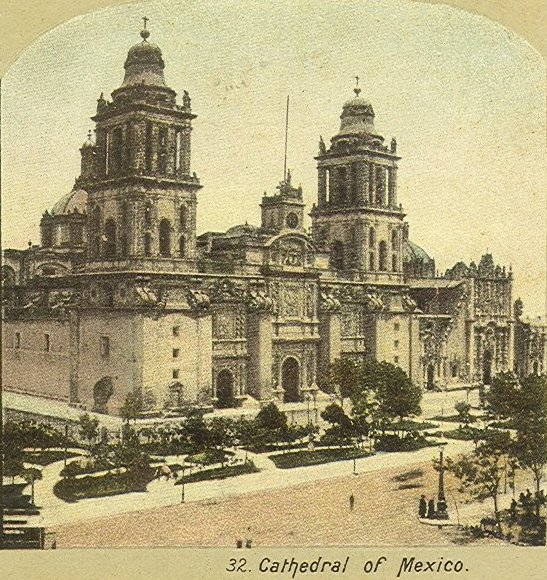
Catedral Metropolitana em 1900.

A praça teve ao longo da história também outros nomes oficiais, como Praça das Armas, Praça Principal, Praça Mayor e Praça do Palácio. O nome atual foi assumido durante a Nova Espanha, em 1813, porque foi ali que a Nova Espanha jurou a Constituição Espanhola de 1812, promulgada em Cádiz no ano anterior.
Em 1843 se construiu no centro da praça um zócalo para receber um monumento da independência do México. O monumento não chegou a ser construído e o zócalo permaneceu solitário no meio da praça por muitos anos. A partir de expressões como "nos vemos no zócalo", se começou a confundir o nome do monumento com a praça, e a palavra zócalo se converteu em sinônimo de fato para o nome da praça central da cidade.

## História

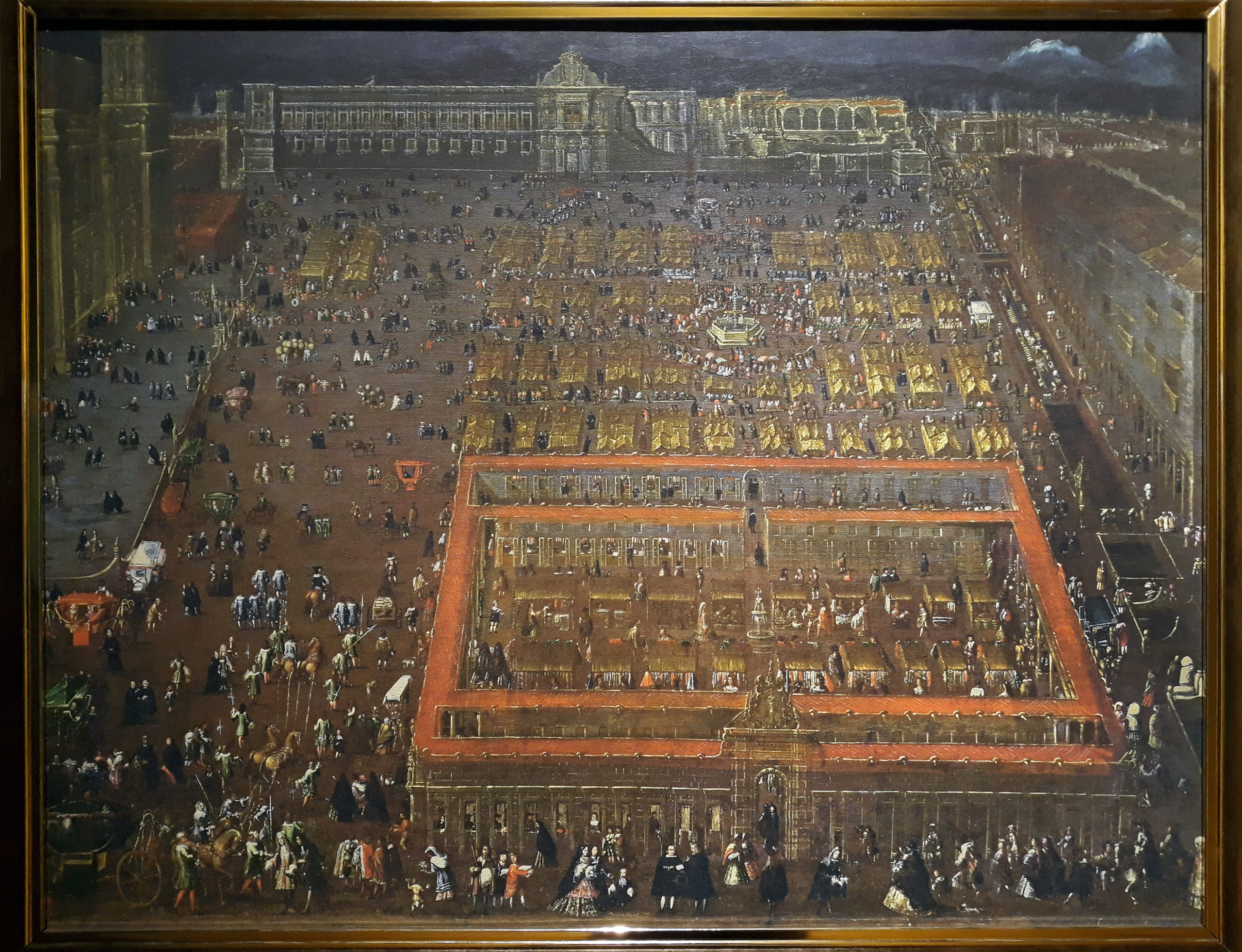
Vista da Plaza Mayor da Cidade do México (cerca de 1695) por Cristóbal de Villalpando.

Durante o império asteca, no lugar da atual praça, encontrava-se o Templo Mayor e o palácio de Motecuhzoma Xocoyotzin (Moctezuma II). Depois da conquista espanhola, estas edificações evoluiram respetivamente para a Catedral e o Palácio del Virrey (depois Palácio Nacional), para simbolizar a mudança de poderes religiosos e político que estavam operando na que iria se chamar Nueva España (Nova Espanha). Na parte oeste foram se estabelecendo vários comércios, que mais tarde deu origem a ao Portal de Mercaderes (Portal dos Mercados).
Durante os primeiros 400 anos de história da praça, foram instalados e removidos várias vezes, jardins, monumentos, circos, mercados, vías e outros empreendimentos. Na década de 1950, a praça adquiriu sua aspecto atual.
Na década de 1840 os habitantes da cidade começaram a chamá-la de Zócalo, já que foi levantado no centro da praça um monumento da Independência. Em 1860 se instalou um quiosque para poder escutar as orquestras de música, que desapareceu no princípio do século XX.
É nesta praça onde a cerimônia comemorativa do início da Guerra da Independência é realizada anualmente a cada 15 a 16 setembro. O evento tradicionalmente chamado de "o grito" é que o Palácio Nacional, localizado em um dos flancos da tomada, o presidente da nação comemora o grito de independência toque do sino da aldeia de Dolores e acenando a bandeira mexicana, enquanto proclama que "ao vivo" para o país e os heróis nacionais.